# Mitterdorf (Gemeinde Bärnbach)
Mitterdorf ist ein Stadtteil der Stadtgemeinde Bärnbach im Bezirk Voitsberg in der Weststeiermark.

## Ortsname und Geographie
Der Name Mitterdorf leitet sich von der Lage des Ortes südlich von Oberdorf und mittig zwischen den beiden Orten Köflach und Voitsberg.
Mitterdorf befindet sich im südöstlichen Teil der Stadtgemeinde Bärnbach sowie der Katastralgemeinde Bärnbach an den Ufern der Kainach. Westlich von Mitterdorf befindet sich die Rotte Marienschacht, nordwestlich der Hauptort von Bärnbach sowie nördlich die Peter Leitner-Siedlung. Im Südwesten liegt das Ortszentrum der Stadtgemeinde Voitsberg, während der Hauptort der Gemeinde Rosental an der Kainach im Südosten liegt.
Durch den Ort verläuft die Landesstraße L 341, die Kainacherstraße, zwischen Bärnbach und Kainach bei Voitsberg sowie die Landesstraße L 347, die Mitterdorferstraße zwischen Bärnbach und Rosental an der Kainach.

## Geschichte
Der heutige Ort entstand vermutlich im 10. Jahrhundert als bairisches Haufendorf mit Blockgemengeflur. Die erste urkundliche Erwähnung im Rationarium Styriae als Mitterdorf stammt aus dem Jahr 1268/69.
Die Einwohner des Ortes gehörten bis zur Abschaffung der Grundherrschaften im Jahr 1848 zu verschiedenen Herrschaften, so etwa von 1575 bis 1625 zum Amt Mitterdorf sowie ab 1732 zu den Ämtern Stadler und Wolfshuber der Herrschaft Greißenegg, dem Mitteramt der Herrschaft Kleinkainach sowie den Herrschaften Lankowitz und Piber. Das Marchfutter ging an die Herrschaft Lankowitz während die Zehentrechte bei den Herrschaften Greißengg und Piber lagen. Mitterdorf gehörte zum Werbbezirk der Herrschaft Piber.
Im Jahr 1821 begann Florian Jandl bei Mitterdorf mit dem Bergbau auf Kohle. Jandl erhielt am 19. Dezember 1821 zusammen mit Peter Tunner ein Grubenlehen auf Eisenerz am Fuße des Heiligen Berges aus dem der „Alt Caecilia Stollen“ hervorging. Elisabeth Siegl begann am 23. November 1842 am Heiligen Berg mit dem Abbau von Kaolin, welches unter anderem nach Graz geliefert wurde. Mit der Konstituierung der freien Gemeinden im Jahr 1850 kam Mitterdorf zur neu geschaffenen freien Ortsgemeinde Bärnbach. Carl Mayr nahm 1852 die Schurfbauten auf Eisenerz am Heiligen Berg wieder auf. Mit dem Cäciliabau und dem Achatiusbau standen 1857 zwei Kohlebergbaue im Betrieb. Im darauffolgenden Jahr gab es mit der Graz-Köflacher Eisenbahn- und Bergbaugesellschaft (GKB), der Erzherzog-Johann-Hödlgrube von Franz Hödl und der J. Perisutti & Cie. sowie den beiden Betrieben von Elisabeth Siegl und Heliodor Pruckner insgesamt vier Betriebe die in Mitterdorf nach Kohle gruben. Nach 1880 gab es nur mehr den Bergbau Hödlgrube, der 1865 vom Rosentaler Fabrikanten Hochhauser aufgekauft worden war. Die Hödlgrube kam 1917 an die Weststeirische Kohlenkompagnie „Montana“ welche später in die Steirische Kohlenbergbau AG umgewandelt wurde. Aus dem Betrieb Hödlgrube wurde der Bergbau „Marienschacht“. Die Förderung im Kaolinbergbau am Heiligen Berg wurde 1933 wegen der Weltwirtschaftskrise kurzzeitig eingestellt. Ab 1950 wurde in Mitterdorf eine mittels Seilbahnen belieferte Zentralsortierung für die Bergbaue Karlschacht, Marienschacht, Oberdorf und Zangtal gebaut. Der Marienschacht wurde am 31. März 1962 wegen Auskohlung geschlossen.
Mitterdorf ist seit der Stadterhebung von Bärnbach im Jahr 1977 ein Stadtteil dieser Gemeinde.

## Kultur und Sehenswürdigkeiten

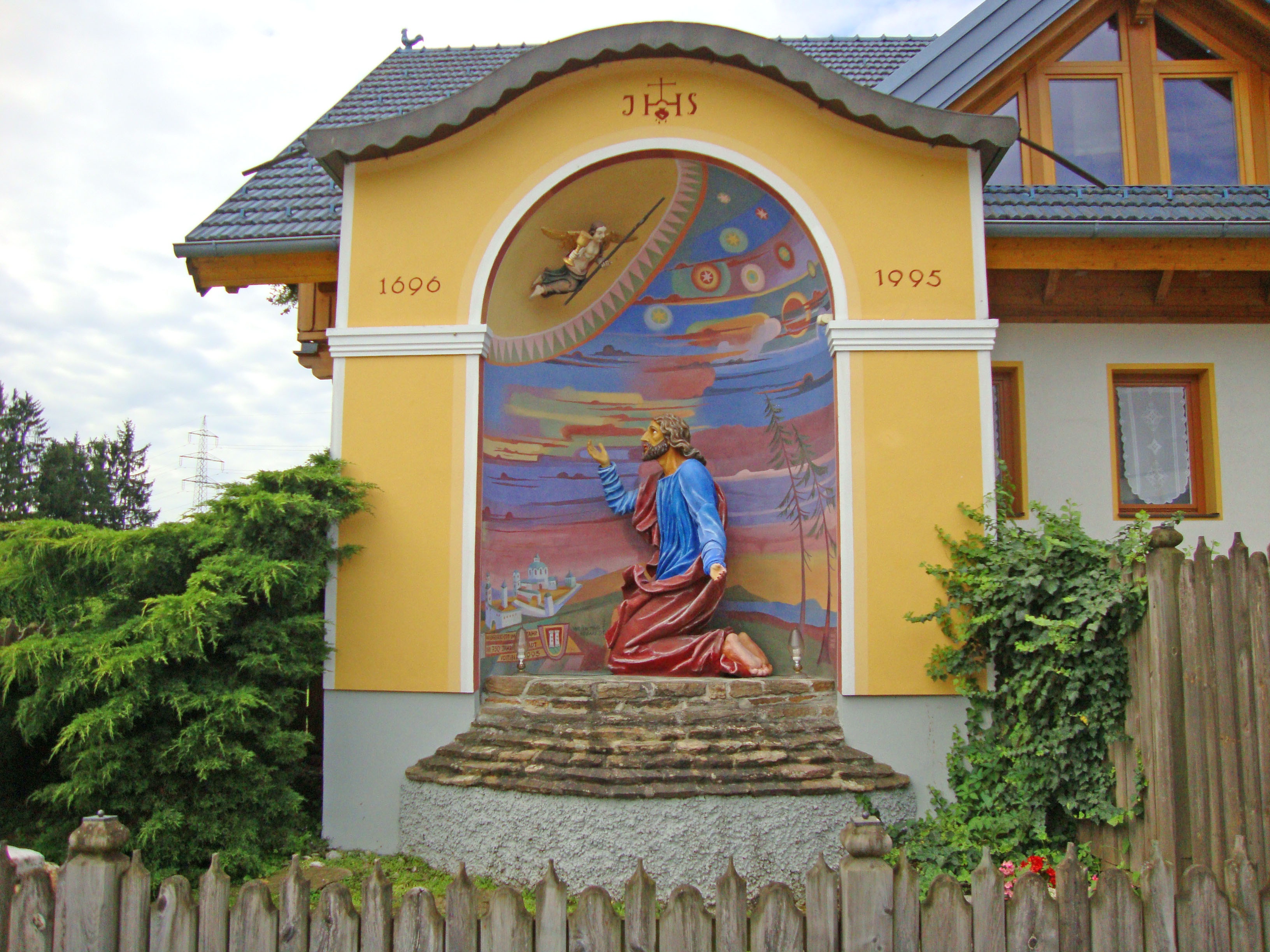
Die Oberjäger-Kapelle

Mit der Oberjäger-Kapelle befindet sich ein denkmalgeschütztes Bauwerk im Stadtteil Mitterdorf. Dieser 1890 geweihte Bildstock wurde in den 1990er-Jahren von Franz Weiss neu gestaltet. Beim Bauernhof vulgo Hofbauer befindet sich der um 1660 errichtete Mitterdorfbildstock, auch Bildstock „Herrgott zur Rast“ genannt. Dieser liegt am alten Wallfahrtsweg von Voitsberg auf dem Heiligen Berg. In der korbbogigen Nische des Breitwandpfeilerbildstockes befindet sich eine aus Gips gefertigte Madonnastatue.